# Wereldkampioenschappen boogschieten 1946
De wereldkampioenschappen boogschieten 1946 waren door de Fédération Internationale de Tir à l'Arc (FITA) georganiseerde kampioenschappen voor boogschutters. De 10e editie van de wereldkampioenschappen vond plaats in de Zweedse hoofdstad Stockholm van 6 tot en met 11 augustus 1946.

## Medailles

### Recurve
| Onderdeel             | Goud | Goud                                      | Zilver | Zilver                                          | Brons | Brons                                |
| --------------------- | ---- | ----------------------------------------- | ------ | ----------------------------------------------- | ----- | ------------------------------------ |
| Mannen (individueel)  | DEN  | Einar Tang-Holbek                         | SWE    | Hans Deutgen                                    | DEN   | Ove Hansen                           |
| Mannen (team)         | DEN  | Ove Hansen Sigfred Smed Einar Tang-Holbek | TCH    | František Hadaš Václav Karola Josef Kasal Votka | FRA   | Bachelier Roger Béday Pierre Felbacq |
| Vrouwen (individueel) | GBR  | Petronella Burr                           | SWE    | Julia Stranne                                   | GBR   | Louise Nettleton                     |
| Vrouwen (team)        | GBR  | Bilson Petronella Burr Louise Nettleton   | SWE    | Tina Kjellson Julia Stranne Elsa Waldenström    |       |                                      |

### Medaillespiegel
| Plaats | Land                | Goud | Zilver | Brons | Totaal |
| 1      | Denemarken          | 2    | 0      | 1     | 3      |
| 1      | Verenigd Koninkrijk | 2    | 0      | 1     | 3      |
| 3      | Zweden              | 0    | 3      | 0     | 3      |
| 4      | Tsjecho-Slowakije   | 0    | 1      | 0     | 1      |
| 5      | Frankrijk           | 0    | 0      | 1     | 1      |
| Totaal | Totaal              | 4    | 4      | 3     | 11     |